# Prąd faradyczny
Prąd faradyczny jest asymetrycznym prądem indukcyjnym o częstotliwości od 50 do 100Hz, który otrzymuje się z induktora.
Prąd faradyczny wywołuje tężcowy skurcz mięśnia, trwający przez cały czas jego przepływu, ponieważ impulsy działają na mięsień w krótkich odstępach czasu, uniemożliwiając jego rozkurcz.
W przypadku obniżonej pobudliwości mięśnia jego reakcja na prąd faradyczny jest osłabiona. Brak reakcji na prąd faradyczny świadczy o ciężkim uszkodzeniu mięśnia.Powoduje rozszerzenie się naczyń krwionośnych w okolicy jego oddziaływania na skórę. 
Ponieważ na prąd faradyczny reagują tylko mięśnie zdrowe i nieznacznie uszkodzone, ogranicza to poważnie możliwość jego wykorzystania do elektrostymulacji. Jeszcze do niedawna prąd ten znajdował szerokie zastosowanie w elektrolecznictwie, obecnie jednak, w dobie rozwoju elektroniki, wychodzi z użycia. 